# 竹本津太夫

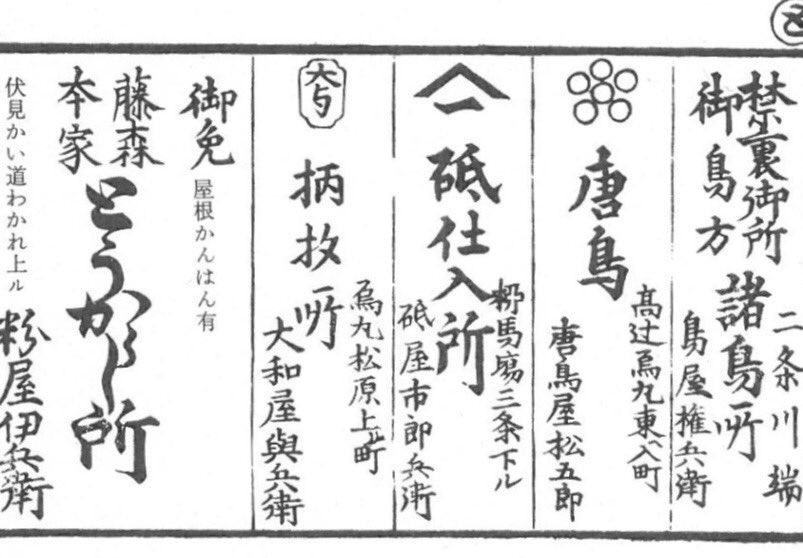
高辻烏丸東入町 唐鳥 唐鳥屋松五郎

竹本 津太夫（たけもと つだゆう）は、義太夫節の太夫。竹本綱太夫系の竹本津太夫と竹本染太夫系の竹本津太夫の二系統が存在する。竹本綱太夫系の定紋は初代が営んでいた唐鳥屋の紋から釜敷梅鉢。

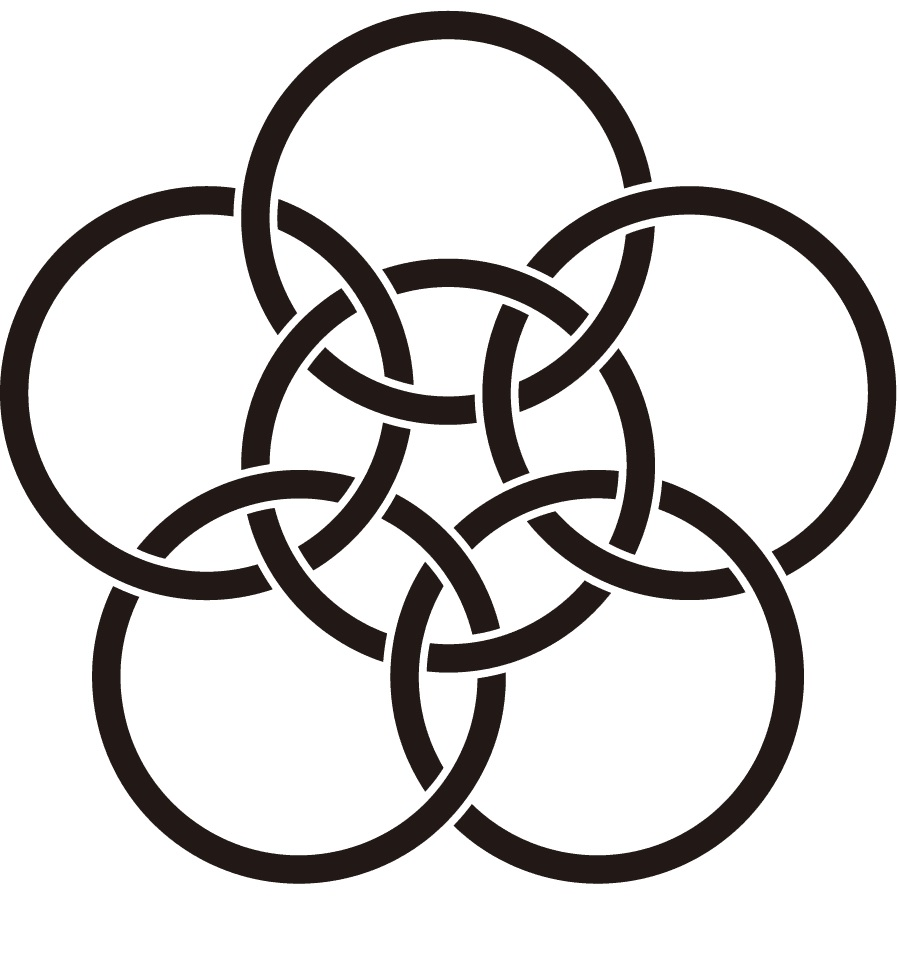
釜敷梅鉢

## 竹本綱太夫系初代
初代竹本津太夫 → 初代竹本蟠龍軒
初代の師匠である二代目竹本綱太夫が京都の猪熊仏光寺にて菅大臣縞を織る津國屋（つのくにや）という織物業を営んでいたことに由来し、津國屋（つのくにや）の号から「津」の字を取り、竹本津太夫と名乗る。
文化・文政（化政期）の津太夫。本名：櫻井源助・唐鳥屋松五郎（櫻井源助は代々が名乗る通名であると孫の三代目津太夫（七代目綱太夫）は述べている）。京は烏丸高辻で公家や雲州（出雲国）・薩州（薩摩国）の大名方に出入りする名鳥（鶯、鶴、孔雀等）・狆を商う唐鳥屋を営んでいた。二代目竹本綱太夫の門弟で、師匠二代目綱太夫の営んでいた津國屋（つのくにや）から津の字を取り初代竹本津太夫を名乗る。、孫の三代目津太夫（七代目綱太夫）の述べるところや死亡記事によれば、28歳の時に、浄瑠璃小屋の二階より落ち耳が不自由となったため、津太夫の名跡を息子である小鳥屋松蔵に譲り、初代竹本蟠龍軒を名乗る。後に素人語りとして大成し、素人の大関となった。
『義太夫年表近世篇』にて確認できる初代竹本津太夫としての出座歴は以下の通りである。文政年間のみであるが、師匠二代目綱太夫は文化2年（1805年）に没しているため、遅くとも文化年間には出座しており、また、唐鳥屋という商売がありながらの太夫業であるため、出座には制限があったと考えられる。
しかしながら、文政10年（1827年）8月堀江荒木芝居 二代目竹本綱太夫二十五回忌追善浄瑠璃『関取二代鑑』で「角力の段 跡」を語っていることから、初代津太夫の竹本綱太夫系での扱いの重さを感じることができる。（「秋津島の段 切」は三代目竹本綱太夫が語った。）
文政9年（1826年）
8月 京四条北側大芝居『箱根霊験いざり仇討』「順慶館の段 口」竹本津太夫（竹本綱太夫の一座）
8月 京四条北側大芝居『女舞剣紅葉楓』「今宮広田の段」（竹本綱太夫の一座）
月不明 奈良瓦堂芝居 太夫竹本綱太夫『ひらかな盛衰記』「弐段目 奥」
文政10年（1827年）
正月 いなり社内 太夫竹本綱太夫『大内裏大友真鳥』「初段 中」
7月 京四条道場芝居 太夫竹本綱太夫『初あらし元文噺』「大川町の段」
8月堀江荒木芝居 太夫竹本政太夫 竹本綱太夫
『酒吞童子語』「北野社の段 口」「童子退治の段」
二代目竹本綱太夫二十五回忌追善浄瑠璃『関取二代鑑』「角力の段 跡」竹本津太夫「秋津島の段 切」を三代目竹本綱太夫
10月 名古屋若宮御社内 太夫竹本綱太夫
『ひらかな盛衰記』「二段目 口」『芦屋道満大内鑑』「道行」
11月 名古屋若宮社内芝居 太夫竹本綱太夫
『伊賀越道中双六』「円覚寺の段 口」竹本津太夫
『立春姫小松』「二段目 口」竹本津太夫
文政11年（1828年）
8月 名古屋若宮芝居 太夫竹本綱太夫『絵本太功記』「本能寺の段 奥」「妙心寺の段 口」（切は綱太夫）
9月 京四条北側大芝居 太夫竹本播磨大掾 太夫竹本綱太夫 太夫豊竹巴太夫 床頭取 竹本津太夫
以降の出座が確認できないため、28歳の際の事故により耳が不自由になり、素人語りの初代竹本蟠龍軒となったという記述と一致する。

## 竹本綱太夫系二代目
鳥枩（素人） → 二代目竹本津太夫 → 鳥枩（素人） → 二代目竹本蟠龍軒 → 二代目竹本津太夫
天保の津太夫。本名：小鳥屋松蔵。三代目竹本綱太夫門弟で、竹本山城掾（二代目竹本津賀太夫）とは相弟子の間柄。小鳥屋松蔵から素人名を「鳥枩」という。父が事故によりプロの太夫業を廃業し、初代竹本蟠龍軒となったため、津太夫の名跡を父より譲られ二代目竹本津太夫を名乗る。二代目津太夫を名乗った時期は明らかではないが、天保年間以降に二代目竹本津太夫としての出座が『義太夫年表近世篇』で確認できる。
天保2年（1831年）9月御霊社内『嬢景清八嶋日記』「初段 口」
天保4年（1833年）4月寺町和泉式部境内『ひらかな盛衰記』「粟津合戦 切」
天保6年（1835年）正月竹屋町長楽亭 浄瑠璃番組『八嶋日記娘景清（※ママ）』「三段目 大磯化粧坂の段」
天保9年（1838年）7月刊行『三都太夫三味線人形見立角力』に「西前頭 京 竹本津太夫」
弘化4年（1847年）正月四条北側大芝居 太夫竹本長登太夫『酒吞童子話』「大内の段」「童子退治の段」
父初代津太夫（初代蟠龍軒）同様、小鳥屋という商売を営みながらの太夫業であるため、折を見ながらの出座であったと考えられる。
また、京の素人の見立番付である弘化2年（1845年）刊『都素人浄瑠璃』の西の関脇に鳥枩がいることから、この頃にはプロの太夫を廃業し、素人の鳥枩となっていたことがわかる。
さらに、嘉永4年（1851年）5月『三都太夫三味線人形見競鑑』に「世話人 京竹本蟠竜軒」、嘉永5年 （1852年）四条寺町道場 かげゑ『敵討浦朝霧』「人丸社の段 鳥松改 蟠竜軒」『壇浦兜軍記』「重忠 綱太（四代目竹本綱太夫） 阿古や 竹むら（五代目竹本むら太夫） 岩永 蟠竜軒（二代目竹本津太夫）」（※義太夫年表近世篇は閏2月6日以降7月以前の公演とする）とあることから、この頃、鳥枩（鳥松）から父の名跡竹本蟠龍軒を二代目として襲名していたことがわかる。
『増補浄瑠璃大系図』の兄弟弟子である竹本山城掾（二代目竹本津賀太夫）欄に「嘉永元年又々西京へ帰らるゝ也 尤早々より四条道場寺内にて蟠竜軒席にて妹背山切 花上野志渡寺 四綱軒（四代目綱太夫）勤」とあり、家業の小鳥屋を廃業し、蟠龍軒席の席亭を勤めていたことがわかる。また、このことからも嘉永年間に二代目竹本蟠龍軒を名乗っていたことがわかる。
このことは、『商人買物独案内』からも明らかで、天保2年（1831年）版には「高辻烏丸東入町 唐鳥 唐鳥屋松五郎」と父・初代津太夫の代から営む唐鳥屋の名前があるが、嘉永4年（1851年）版では唐鳥屋が黒く塗りつぶされており、この間に家業の唐鳥屋を廃業していたことがわかる。
これは、息子である三代目津太夫（七代目綱太夫）の「私の父は津太夫(二代目)といつて太夫でしたが後にやめまして素人義太夫となつて蟠龍軒と名乗て京都の素人義太夫の大関となりました。まあ名人といはれる格で厶います」という発言と一致する。
その後は二代目竹本蟠龍軒として活動し、安政2年（1855年）3月名古屋清寿院境『壇浦兜軍記』「岩永 蟠竜軒 重忠 竹文字 あこや 竹泉太」と蟠龍軒の名前が番付で確認できる。
しかし、同年3月改正『三都太夫三味線見競鑑』に「西前頭 大坂 竹本津太夫」とあり、翌安政3年（1856年）12月兵庫定芝居 文楽一座引越 太夫竹本長登太夫『花上野誉碑』「志渡寺の段 口」を語る竹本津太夫（切は竹本長登太夫）が確認できるように、この頃二代目竹本津太夫に戻り、芝居への出演を再開している。二代目竹本津太夫として芝居を再開した理由は明らかではないが、家業である小鳥屋を営む一方で、二代目津太夫として綱太夫系の一座に出座し、素人名鳥枩や蟠龍軒として活動し、蟠龍軒席という席亭まで勤めたため、家業の小鳥屋が傾き、生計を立てるためプロの太夫に復したと考えられる。
安政4年（1857年）11月大坂竹田芝居『仮名手本忠臣蔵』の芝居では、「大序 鶴ヶ岡の段」を二代目竹本津太夫、続く「二段目 若狭之助館の段 口」を子息初代竹本緑太夫（後の三代目津太夫・七代目綱太夫）が語っている。
以降も、竹本津太夫としての出座を続け、文久2年（1862年）閏8月京寺町和泉式部境内太夫 竹本大住太夫（山城掾の一座）『八陣守護城』「南巌寺の段 中」「淀城の段」、『猿回門出諷』「道行鳥辺山の段」が『義太夫年表近世篇』で確認できる二代目竹本津太夫の最後の出座となる。文久3年（1863年）3月刊行の「三都太夫三味線操見競鑑」では「世話人 竹本津太夫」と世話人まで登り詰めている。
子息の初代竹本緑太夫が、三代目竹本津太夫を襲名したのが、翌元治元年（1864年）から元治2年＝慶応元年（1865年）の間であり、この頃没している。
子息三代目津太夫（七代目竹本綱太夫）は「私は今だに父の語つた浄るりの百分の一ほども語ることが出来ません、父の高弟の某に此事を話しますと其人が「そうとも津太夫さん、貴方が一生かゝつても二代目の通り語ることは出来はせん」と云ひました、父は着物も四尺も着た位の大兵で、人を呼ぶ声も随分大う厶いました。」と語っている。
四代目竹本綱太夫が自らの門弟を記した「竹本綱太夫門弟見立角力」の東の小結に（二代目）竹本蟠龍軒として名が記されている。東の大関に（二代目）竹本津賀太夫の名があり、後の山城掾であることから、相弟子の間柄であることが裏付けられる。

## 竹本綱太夫系三代目
（天保10年（1839年）2月18日 - 明治45年（1912年）7月23日）
（詳細は七代目竹本綱太夫欄を参照）
初代竹本緑太夫 → 三代目竹本津太夫 → 七代目竹本綱太夫

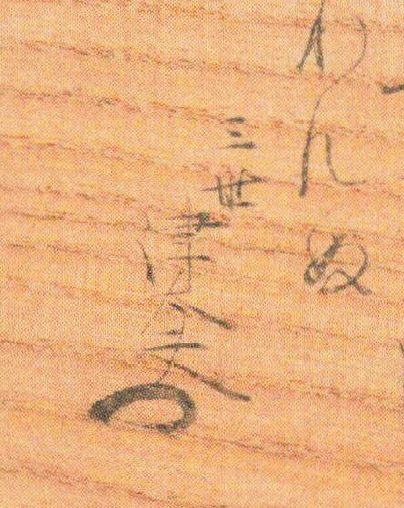
三代目竹本津太夫の自書「三世津太夫」

明治の津太夫。本名：桜井源助。通称：法善寺。初代の孫、二代目の子息。「私の家は祖父の代から浄るりが好きで、祖父は津太夫と云ひまして、私の父も津太夫、都合、私で三代目津太夫になるので厶います。」と本人が語っているように、竹本津太夫家の三代目にあたる。父二代目津太夫と兄弟弟子である竹本山城掾（二代目竹本津賀太夫）の門弟。
自らの死亡記事によれば、安政3年（1856年）18歳の時に、父の縁故に依り三国屋巴太夫（三代目豊竹巴太夫）の弟子となり、巴太夫の一座で初代竹本緑太夫を名乗り初出座し、後に竹本山城掾に入門し、三代目竹本津太夫を名乗ったとするが、安政元年（1854年）10月因幡薬師境内 の芝居で「国姓爺 三ノ口」を語る竹本緑太夫が確認でき、この芝居の紋下は滑稽物語 竹本山城掾であることから、竹本山城掾に入門し初代竹本緑太夫を名乗ったと考えるのが適切である。また、死亡記事が、三国屋巴太夫（三代目豊竹巴太夫）の弟子と表現していることは、この頃大坂で巴太夫は紋下を勤めており（京の紋下は師匠竹本山城掾）、大坂の巴太夫の一座に出座するための入門と解するべきである。確かに安政4年（1857年）11月大坂竹田芝居太夫『仮名手本忠臣蔵』の芝居の紋下は豊竹巴太夫であり、「大序 鶴ヶ岡の段」を父二代目津太夫、続く「二段目 若狭之助館の段 口」を子息初代竹本緑太夫（後の三代目津太夫・七代目綱太夫）が語っている。その後も大坂で巴太夫の一座での出座が確認できる。大坂に師匠竹本山城掾の一座が来た場合はその芝居に出座している。
また、三代目竹本津太夫の襲名は「元治元年京都道場（今の京極）亀屋粂之丞の小家にて初代長尾太夫の座頭、四代目濱太夫、二代目織太夫（六代目綱太夫）、三味線七代目彌七、五代目廣助、四代目吉兵衛等一座に加はり三代目津太夫となり、出勤す。」と元治元年（1864年）だが、元治2年=慶応元年（1865年）閏5月京 四条道場北ノ小家 太夫竹本対馬太夫（五代目綱太夫）の芝居で『生写朝顔話』「宇治川蛍狩りの段」「大磯揚屋の段 浅井順蔵」を語る竹本緑太夫が番付で確認でき、同年9月大坂天満芝居 太夫竹本対馬太夫（五代目綱太夫）の芝居に『日蓮聖人御法海』「長時館の段」竹本津太夫がいることから、三代目竹本津太夫の襲名は、元治2年=慶応元年（1865年）とも考えられる。「父は私が二十五歳の時に亡くなりました」と語っているため、父の死により竹本津太夫の三代目を相続した。
明治8年（1875年）に植村文楽翁に乞われ、文楽座に初出座。明治22年（1889年）8月には紋下に準ずる「庵」に入り、明治24年（1891年）2月興行では文楽座第七世紋下に就任。明治43年（1910年）七代目竹本綱太夫を襲名するも、引退し、明治45年（1912年）7月23日逝去。戒名は雲龍軒響譽津海居士。門弟に二代目豊竹古靱太夫（後の豊竹山城少掾）がいる。
七代目竹本綱太夫襲名の経緯が、三宅周太郎『文楽の研究』の春陽堂版に収録されている。六代目綱太夫の親戚であった八代目竹澤弥七が六代目綱太夫の死後預かっていた竹本綱太夫の名跡を津太夫に譲った。
「私は昭和三年七月のあるひ、新橋演舞場に文楽の内部の人達を訪ねた。私の研究事の「文楽物語」のためにである。そして偶然津太夫と相対して語る機会を得た。（略）津太夫と古靱との師匠の先代津太夫は、明治四十年前後に突然中風に罹つた。そして病気のために仕方なく文楽を休んでゐた。その頃京都に竹澤弥七と云ふ三味線ひきがあつた。この弥七は六代目竹本綱太夫の親戚であつた。この綱太夫と云ふのは、明治初期の大変な名人の太夫で、勿論斯道の歴史に残る傑物であ。それが東京で死亡したため、そのよき名の綱太夫の名跡は、親戚と云ふので右の弥七が保留して京都にゐたのであった。が、弥七の目から見ると、当時の太夫で、この綱太夫の名を継がせる資格のある太夫とは、天にも地にも右の津太夫より外ないやうな気がした。（略）無論、津太夫も六代目綱太夫の名人であるのはよく知つてゐた。そして弥七にさう云ふ厚意があるのを知ると、非常に喜んだ。（略）これを与へようとする弥七、貰はうとする津太夫、共に意見は一致した。即ち、珍しい事ではあるが、中風の津太夫は病の床の上で、弥七から綱太夫の名を貰つて、ここに七代目綱太夫を襲名したのであつた。病床の襲名、なんと喜ばしいと同時に侘しい襲名事であらう。しかも、不運にもその津太夫の七代目綱太夫は、一度も文楽の床に上らずに死んでしまつた。綱太夫の名を本当に見物に聞かさずに死んでしまつた」
明治34年（1901年）3月御霊文楽座『仮名手本忠臣蔵』の通しの歳に、それまで津太夫の相三味線であった五代目豊澤廣助が病気休演したため、門弟の四代目豊澤猿糸（後の六代目友治郎）が代役をした。この後も廣助が復帰できなかったため、翌明治35年（1902年）1月より正式に津太夫と猿糸は相三味線となった。「同（明治）三十四年三月興行の時（忠臣蔵通し）に津太夫様の判官切腹の段を廣助師病気の為め私が代り役として勤めました。其後廣助師病気捗らず當分私が代役となつて勤むる中、同三十五年一月興行より正式に津太夫様の三味線と決まりました。」と四代目豊澤猿糸（後の六代目友治郎）は振り返っており「津太夫様」という表現に両者の身分の違いが読みとれる。このように、津太夫が猿糸を引き立てることとなった。
同年9月9日、京都河原町田中市兵衛の別荘にて、小松宮の前で『仮名手本忠臣蔵』「九段目 山科閑居の段」を御前演奏。その際に、二代目竹本越路太夫は『本朝廿四孝』「謙信館（十種香）の段」を披露、竹本摂津大掾たる令旨の仮書を拝領している。この時、二代目竹本越路太夫の相三味線だった五代目野澤吉兵衛が病気のため、東京の自邸で療養していたため、当時津太夫に引き立てられ相三味線を勤めていた四代目豊澤猿糸（後の六代目友治郎）が津の「九段目」越路の「十種香」の二段を両方弾いた。「同年（明治三十四年）九月九日京都河原町の田中市兵衛氏邸より越路師に御便ひがありまして田中氏別邸へ故小松宮、故伏見宮両殿下並に、故雲尼公の御前演奏を行えとの御使者がありました。越路太夫は謹んで左の如く御答へ致しました。「自分の相三味線（五代目吉兵衛）儀病気にて東京の自邸に在り目下不在の故を以つて」と一旦御辞退申し上げたる處再度の御使ひに「然らば津太夫の三味線猿糸を以つて演奏せよ」との有難き御詞を賜り恐懼して御受致し、津太夫は「忠臣蔵山科の段」を越路太夫は「二十四孝十種香の段」と二段を不肖猿糸相勤め此無上の光栄さる御前演奏を無事に、各殿下の命聞に達しました。」と四代目豊澤猿糸（後の六代目友治郎）は振り返っている。
住居を法善寺に構えていたことから、通称「法善寺」「法善寺の津太夫」と呼ばれる。
「法善寺で茶見世をしてられた師匠（津太夫）の家は、以前二代目鶴澤勝七さんがやつてられたあとへ這入られたんだと聞いてゐます。表を茶見世に使つてられたので、住居は極く手狭で、梯子段のある二畳と、奥の四畳半それだけでした。」と弟子古靱太夫が語っている通り、伴侶である鶴澤きく（初代鶴澤清六の娘）が茶見世を経営していた。その後、茶見世から「カフェーリスボン」というカフェとなり、さらに四代目清六が経営する天ぷら屋「鶴源」となった。「鶴源は天婦羅屋、大阪風の衣のややあついテンプラ、主人は文楽の三味線引きの鶴澤清六。酒は菊正。梅月や天寅に比敵する一流店であった。」と宮本又次の「法善寺界隈由来記」に記されている。鶴源の名前は、鶴澤きく（初代鶴澤清六の娘）と三代目津太夫=七代目綱太夫の本名、桜井源助からつけられており、鶴澤清六家と竹本津太夫家=竹本綱太夫家が一緒であることを表している。
伴侶は初代鶴澤清六の娘である鶴澤きくであり、竹本津太夫家＝竹本綱太夫家と鶴澤清六家は一緒となり、この後八代にわたり家が続き、八代目竹本綱太夫五十回忌追善での六代目竹本織太夫襲名へつながっている。
主な一族に、初代豊澤新左衛門（鶴澤きくの前夫）、二代目豊澤団平（娘婿）、三代目竹本大隅太夫（娘婿）、四代目鶴澤清六（曽孫婿・名跡養子）がいる。
自らが『名家談叢』にて語るところによれば、半生は下記の通りである。
「私は天保何年かの二月十八日に生れました。本年が五十八歳ですからお繰りなすつてください。生家は京都高辻烏丸東へ入る町の櫻井源助、これは代々の通名です。父は太夫でございまして、芸名を竹本蟠龍軒と申し、三代目飴屋綱太夫の弟子でございました。祖父も矢張太夫でございまして、竹本津太夫と名乗り、二代目竹本綱太夫の弟子でございました。この二代目綱太夫は京都井の熊に居られた人ですが、その名を津國屋甚兵衛と申しましたから、その津の字を貰うて津太夫と名乗りましたのです、ところが廿八歳の時に浄瑠璃小屋の二階から落ちて鉄聾となり、それが為に太夫の勤が出来ぬように為りました。
私の家は祖父の代から鶯や、鶴や、孔雀などの鳥商売で、お大名方へお出入をして居ました。父の源助は随分浄瑠璃に出精しましたけれども、何分其頃は名高い太夫が澤山ございまして、なかなか上へ進げませぬゆゑ、容易に出世が出来ませなんだ。夫ゆゑに父は竹本蟠龍軒とて、京都で大関にまで為りましたけれども、遂には太夫を止めまして、小鳥商売のみに凝るやうに為りました。
私は子供の頃から浄瑠璃が好きでございましたから、太夫に為りたいと云うて父に迫りましたが、父は前にも申しまする通りの譯ゆゑ、私が太夫に為ることを許しませぬ。小鳥商売の手伝ひをせよと言付かりましたが、私はどうしても浄瑠璃の稽古を止める事が出来なんだゆゑ、少し手誘のときには戸外へ出たやうな躰裁をして、二階へ上り、或は又雪隠へ這入つて父が連中へ稽古をして居ると漏聞き、いつも獨りで密に稽古をして居ました。スルト父はどうしても私が止めぬと云ふ事を知りまして、私の十八歳のときに、自分の兄弟分であつて、その頃有名なる竹本山城掾といふ太夫の弟子にして呉れまして、私は祖父の名を貰ひ、津太夫と為りました。
その年三國屋巴太夫に従いて桑名、名古屋、その他の地方へ初旅をしました。歸りましてから、大阪の文楽あたりへ出て修業が為たいと思うて居りましたけれども、父は私が二十五歳の時に亡くなりましたし、又その頃は好い太夫が多ございまして、大阪などへ出ては迚も生計が出来まぬ。その頃京都の寺町四條上る道場といふ所に小屋がござひまして、亀屋粂之丞といふ人が小屋主と金方でございましたが、その道場の小屋へ唯今の越路太夫の師匠の春太夫、幷に咲太夫、染太夫等が出勤をして居りましたから、私もその一座へ加はる事になり勤めて居りました。その以前から春太夫が私に見込があるゆえ大阪へ来いと云うて、年々勧めましたけれども、私は大阪などへ出ましては前にも申しました通り、芸が未熟なる為に迚も三四人の家内を養ふことが出来ぬ、夫等の事情があるてツイ等閑になり、能う参りませなんだが、遂に大阪へ出るやうに為りましたのは二十九歳の時です。
そして其年から北の新地裏町の席、堀江の芝居、道頓堀若太夫の芝居、座摩の芝居などへ出席しましたが、どうももう一ツ名が出ませぬゆゑ、これは京都へ歸らねばなるまい、残念な事ぢゃと思うて居りましたところが、或時頭取より今度はどんな語物を出しませうかと言うて来た。私は日頃十八番の語物ではないけれども、マア日吉丸の三段目をやらうかと言うてやりました。そうしたらそれがポーンと當りました。と云ふのは當節の多いものですが、その頃中絶してあつて餘り人々が演らなんだ、珍しかつたのでございます。サアそうすると何處へ行つても初めは日吉丸をやつて呉れと云うてお蔭で大変な評判でした。さうなつて手懸りが着きますと、世間の人が私の名を知て来て、それからと云ふものは、他の語物を出しても能く聴えたと見えて、お蔭でいつも評が好く為つた。さうして私が語り始めてから、日吉丸と云ふものは今日女太夫に至るまで語るやうに為りました。
それから竹田の芝居で永らく興行して居りました。ところがその頃文楽座は松島に在りまして、春太夫が櫓下でしたが、その文楽座の手代から私に出勤をして呉れと云うて来ましたが、私もかねて京都に居る時分から文楽の檜舞台へ出て、假令大序語りでも構はぬ、勤めたいと思うて居りました事ゆゑ、誠に幸ひなれども、何分竹田の手代が非常に引き立てゝ呉れますものですから、義理合になつて、文楽座の方へは行けない。夫ゆゑに若し竹田の芝居が、自然興行を止めるやうな事があつた節には他へは行かぬ、必ずお前の方へ行くと云うて断つて居りましたが、圖らずも竹田の芝居が興行を止める事になりました。そこで私は大手を揮つて文楽座へ這入り、初めは沼津里の前の所を語り、永年はゞと切場半分くらゐの處でやつて居ました。
それから平野町の御霊社内に文楽座の新築が出来ましてから後、東京猿若町の文楽座へ當方の一座と共に行く事になり、一興行の上歸阪しました。スルト又越路太夫が東京へ行く事になりましたから、その不在中私は座頭でやツて居りましたが、お蔭で首尾好く勤めました。その功に據つて其時からと云ふものは、番附へ名前を掲げるのに、いつも私は外庵へ出して貰ふ事になつて居ります、越路太夫が一枚櫓下に在れば、何も私が外庵で出る筈はない、それを別に掲げて貰ふのは、私に取つては實に有難いことです、併し父蟠龍軒の浄瑠璃と比べて見ると、私は十分一も語れませぬけれども、今は好い太夫が少ないゆゑで、私は藝を以て今日の位地へ進んだのではございませぬ、全く時を得ましたのでございます。固より私は小音なり悪聲なり致しますで、未だに初め五日目くらゐまでは、能く人々に聴えるかどうかと思うて、弟子に前へ座つて聴いて貰ひ、至らぬ所は直すやうにして居ります。越路太夫と私などゝは一口に申せませぬけれども、實に越路太夫が申されました通り、なかなか一通りの修業では其道に秀でる譯には参りませぬ」
「私は京都の高島屋さん(飯田新七、呉服商也)の横町で生れたもので若い時分から御主人と御心易う致して居りまして、今だに京都へ上りますと、いつも、高島屋さんで泊めて戴くのですが、先達も高島屋さんへ上つた時、御主人に蝙蝠の模様の浴衣を一枚こしらへて貰ひたいと頼みました、御主人が仕立て欲くば仕立て上やうけれど一体何う云ふ訳で蝙蝠の模様といふ変つた注文をするのぢやと仰入いましたから、実は現今の義太夫界に私等のやうな者が名人ぢやとか何とか云はれますのは古人に対して恥かしい事で、即ち鳥なき里の蝙蝠ぢやといふ心を現したい為で厶いますと、大笑ひをしたことがありました。アハ・・・・・・」と本人が語るように、高島屋の礎である二代目飯田新七と深いつながりがあった。「新七は明治3年3月（1870年4月）高辻烏丸西入ルに隠居所を新たに設け『餘慶堂』と命名した。」と飯田新七欄にあり、津太夫の実家が唐鳥屋（小鳥屋）を営んでいた高辻烏丸と同じ場所であり、ご近所同士であったことがわかる。
「御霊文楽座に籍を有し、多年摂津大掾と並び称されし竹本綱太夫事櫻井源助の訃は前号に報じ置きたるが、今その履歴を記せんに丈は天保十年京都に産る、父を小鳥屋松蔵と云ひ代々堂上方に出入りし名鳥、狆などを商ふ、当時京都に名高き竹本山城掾とは義兄弟の間柄にて浄瑠璃を善くす、之より前祖父は二代目猪熊綱太夫の門人にて、津の國屋の津の字を取り、津太夫と命名さる、是津太夫の元祖也、初代は年二十八歳にして二階より墜落し鉄聾となる、依て名籍を松蔵（現綱太夫の父）に譲り、後ち蟠龍軒と号し素人語りとなり大関たり、左れど屡々寄席に出入すると以前に異ならず安政三年源助十八歳、父松蔵の縁故に依り山城掾の師匠三國屋巴太夫（三代目豊竹巴太夫）の弟子となり緑太夫と名乗り出藍の聞えあり、元治元年京都道場（今の京極）亀屋粂之丞の小家にて初代長尾太夫の座頭、（四代目）濱太夫（四代目津賀太夫）、（二代目）織太夫、三味線（七代目）彌七、（五代目）廣助、四代目吉兵衛等一座に加はり三代目津太夫となり、出勤す。回顧すれば六年前御霊文楽座に於て菅原道明寺出演中、脳溢血の為め床に卒倒し回生病院に入りたるが、二年を経て元気回復したれば春興行に出勤し累物語埴生村を勤め、其の年十一月廿七日日蓮記弥三郎住家を引受、興行中廻り床の後にて再び卒倒しられば直ちに難波新地一丁目一番地の自宅に引取り、当時その口を語れる古靱太夫全部を語る、その後中風症となり身体自由を失ひたれば、四十三年七月津太夫を文太夫に譲り、自分は七代目竹本綱太夫を襲ぎしのみにて未だ一回も出勤せず只管快復を祈り居りし去年廿一日夜より病俄に革らり昏睡状態に陥り主治奥藤医師、緒方博士等の診療も到底回復の望み絶へたりとの事にて、古靱その他門人等は枕辺詰切り九州巡業の津太夫も急報に驚き帰阪し、共に看護に力めたるも天命如何とも詮術尽、七十四歳を一期として白玉楼中に入る、葬儀は廿五日執行したるが因講員在阪者は、大掾、大隅を始め悉く会葬したり、因に門人には（二代目）古靱、富、綱尾、淀、津國（つのくに）、須磨、（二代目）緑、京都の津和、神戸の蟠龍軒等あり」―故 七代目竹本綱太夫 死亡記事
四代目鶴澤叶（二代目鶴澤清八）『鶴澤叶聞書』にて、以下のように書き残している。
「御存じのとほり只今の文樂座の兩立物、津太夫さん、古靱太夫さん、お二人とも三代目津太夫さんの門人でゐられます。津太夫さんは後に七代目竹本綱太夫を名乘られました。通名を法善寺さんと申し上げます。南地法善寺境内にお住まひになつて御留守宅は茶店を出してゐられました。
まことに御圓滿なお方で、長らく因講の會長をなさつておいでになつて、斯界の雑多な事件を處理なされましたが、曾て津太夫さんの御處置に不服が出たことはなく、皆心服してをりました。當時副會長は攝津大掾さんでありました。
津太夫さんは優さ形で上品な御風采のお方でした。お柔和な一面にまたなかなか奇才に富んでゐられて、瓢逸なところがお有りになりました。大のおしやれで、お召物なども凝つたものを着てゐられました。夏など、當時流行つた違つた柄を染め分けにした帷子などの上に、いつも折目のくづれぬ薄ものゝ羽織を召してゐられました。お頭もあまり多からぬ髪をいつも綺麗に分けてゐられました。樂屋では「お公卿さん」と緯名してをりました。
お得意のうちでも「大江山、松太夫内」「天王寺村、兵助内」「紙治、茶屋」「沼津里」「湊町」「橋本」「守宮酒」「夏祭、團七内」「妹脊山、杉酒屋」「白石噺、吉原」「戀女房、沓掛村」「お俊傳兵衞、堀川」「忠臣講釋、喜内住家」「忠臣藏、四段目」「お妻八郎兵衞、鰻谷」「おはん長右衞門帶屋」など殊によろしかつたことを覺えてをります。
ともかくお聲は小音でも、情のよろしいことなんともいへぬところがございました。上品であつて色氣がお有りになりましたので、八重垣姫とか雛鳥とかお三輪とか、またお染とかさうしたものがなかなかよろしうございました。毎度申し上げます明治二十四年三月、文樂座に「忠臣藏」の通しが出ました時の、大評判だつた「茶屋場」の掛合は攝津大掾さん(當時二世越路太夫)のお輕、はらはら屋の呂太夫さんの平右衞門、津太夫さんの由良之助でありましたが、津太夫さんの由良之助は氣品と貫祿の備はつたまことに立派な由良之助でございました。攝津大掾さんのお輕との例の、「由良さんか」「おゝお輕か、そもじはそこに何してぞ」「わたしやお前にもりつぶされ、あんまりつらさにゑひざまし、風に吹かれてゐるわいな」の文句の掛合ひのところなどのよろしさは、全く絶品と申すほかはございませんでした。
津太夫さんは京都のお生れで、安政三年に竹本山城掾（二代目竹本津賀太夫）さん－－近世のチヤリ語りの名人－－の門に入られ、幼名を緑太夫と申され、元治元年に三代目竹本津太夫になられ、文樂座へ入座されたのは明治九年十月でありました。明治四十三年に七代目竹本綱太夫をお繼ぎになり、同四十五年七月二十三日、七十四歳でお亡くなりになりました。御趣味としては歌舞伎見物が何よりお好きであつたと聞いてをります。」
明治34年3月20日付「大阪経済雑誌」に、同月御霊文楽座上演の『仮名手本忠臣蔵』の様子が挿絵付きで紹介されている。挿絵は七段目で、由良助を勤める津太夫やおかるを勤める越路太夫、別床で平右衛門を語る呂太夫らが描かれている。「四段目判官切腹の場、津太夫の語る頃には、場桟敷とも一面に人を以て埋め、七段目茶屋場の総掛合に、津太夫の由良助と、越路太夫のおかるが呼吸を合せて、見台に向へる頃には、満場既に立錐の地なしといふべき有様である」

## 竹本綱太夫系四代目（自称：三代目）
（明治2年（1870年）12月10日 - 昭和16年（1941年）5月7日）
大正の津太夫。本名 村上卯之吉。福岡県の出身。十六歳の時、三代目竹本津太夫（通称法善寺）に入門しようとしたが、津太夫が大阪にいなかったので四代目竹本濱太夫（四代目竹本津賀太夫）に入門した。御霊文楽座の新築開場に伴い、三代目竹本津太夫が文楽座に復帰したその年、濱子太夫と名乗り初舞台。師、四代目竹本濱太夫が四代目竹本津賀太夫と改名した後、文楽座を退座し函館に渡ったため、三代目津太夫の預かり弟子になるにあたり、明治21年（1888年）に竹本文太夫を名乗る。①竹本文太夫は五代目竹本むら太夫の前名であり、②師四代目竹本濱太夫は四代目竹本むら太夫（都むら太夫）の門弟であり、③前年の明治20年（1887年）4月に春栄太夫改八代目竹本むら太夫の襲名が『鎌倉三代記』「三浦母閑居の段」中にて行われ、次を三代目竹本織太夫、切を三代目竹本津太夫（七代目竹本綱太夫）がそれぞれ語り、竹本綱太夫系の名跡である「竹本むら太夫」の新しい門出を祝っていることから、この竹本文太夫への改名は、九代目竹本むら太夫襲名への布石であった可能性が考えられる。（しかし、文太夫は五代目竹本濱太夫（自称四代目）から四代目竹本津太夫を名乗ったため、九代目竹本むら太夫は三代目竹本越路太夫の門弟から出ている）
明治41年（1908年）三代目津太夫が病気から退座、翌年文太夫から五代目竹本濱太夫（自称四代目）となるが、明治43年（1910年）正月に「御馴染の津太夫儀は此度七代目綱太夫の名跡を相継ぎ濱太夫儀は津太夫は襲名仕候に付」との口上書きで、代数を書くことなく（綱太夫には七代目と明記）竹本津太夫を襲名した。
この津太夫襲名にあたり、三代目津太夫の惣領弟子である二代目豊竹古靱太夫（豊竹山城少掾）は『山城少掾聞書』にて竹本津太夫の四代目は、初代竹本津葉芽（つばめ）太夫である自身が襲名することで師匠の三代目津太夫（七代目綱太夫）と合意していた事を語っている。「もともと津太夫の名跡は、私（二代目豊竹古靱太夫（豊竹山城少掾））にやると師匠（三代目津太夫・七代目綱太夫）はいつてゐられたのです。ちよいちよい法善寺のお宅へ伺つてゐた父に、早くからさういつてゐられたのを、私は父から聞いてゐました。ずつとあと……明治四十一年の十一月、文楽座の部屋で中風で倒れられてからは、舞台はその時を名残りに、師匠はお宅で臥りつきりにしてゐられましたが、その頃になつて話の模様が変はつて、兄弟子の文太夫が継ぐことになつて、私には替りに綱太夫をやるといはれたのですが、そのやうな斯道で晴れがましい名跡を穢すのが憚られましたので、私は辞退したんでした。」「私が古靱を襲名した翌る年の一月、法善寺の師匠（三代目津太夫・七代目綱太夫）は病中ながら御自身七代目綱太夫になられ、それと一緒に文太夫が津太夫になりました。文太夫はもと、歿くなられるまで、その前の（四代目）竹本濱太夫さんの弟子だつたので、津太夫襲名前の一と興行だけ（五代目）竹本濱太夫を名乗りました。」
大正13年（1924年）、文楽座紋下（櫓下）であった三代目竹本越路太夫の逝去により、5月から紋下となる。力いっぱい語る腹の強い豪快な芸風であり、六代目竹本土佐太夫の美声、に二代目豊竹古靱太夫（山城少掾）の理知的な語りと並び、大正末から昭和初期の文楽を支え、いわゆる「三巨頭時代」を築いた。
昭和7年（1932年）11月より、津太夫と古靱太夫の間に紋下譲渡騒動が起こった。同月津太夫が古靱太夫に紋下を譲ると伝えたが、翌昭和8年（1933年）1月に撤回したという。そのため、同年4月5月の文楽座の公演は二部制となり、番付上、一部は座紋を紋下の位置に記し、二部は紋下を津太夫とした。こうしたイレギュラーは同年10月に円満解決に至った。この紋下譲渡騒動に並行して、津太夫の山城掾襲名、古靱太夫の八代目綱太夫襲名の話が進行していた。土岐善麿はこの騒動の当時に以下のように記している。「もし紋下といふものの正当にもつべき価値と資格を厳密にいふこととなれば、なほ津太夫にも満足し得ないとするのが当然であらう。紋下問題は随分ややこしいことである。昭和八年春には、このことで津、古靱両者の「対立」が表面化し、古靱が松竹を脱退するなどと騒がれたものであるが、事態が平静に帰つてみれば、古靱が紋下譲渡を強要したなどと伝へられたことは、彼にとつて、また彼の性情として、むしろ迷惑なことであつたに相違ない。彼が近々に明治年代の名人と謳はれた綱太夫を襲名することは確定の事実とみられるが、同時に津太夫が竹本山城掾と納まつて、紋下を古靱即ち八代目綱太夫に譲らうという肚でゐるとしても、肚だけでは、平穏無事であらうが、いよいよそれが実現するとなると、ほかに腹の蟲のをさまらぬものが少なくないことも、推察するに難しくない事情がある」
三宅周太郎『文楽の研究』の春陽堂版に「津太夫と古靱太夫との友情―将来の改名その他の話―」が収録されており、この紋下騒動と襲名騒動が三代目津太夫の七代目綱太夫襲名、文太夫の四代目津太夫襲名に遡ることを明らかにしている。
「津太夫の綱太夫は死の床に於てかう云ふ遺言をした。―それは己が名の津太夫は、門人の文太夫に襲名させることであった。但し当時の文太夫とは今の津太夫の名前である。そして自分がついだ七代目綱太夫の名はいつか古靱太夫にやりたいとの事であつた。そこで津太夫歿後の明治四十三年一月に、遺言によつて文太夫は津太夫の名を襲名した。これが実に今日の紋下竹本津太夫その人である。一方、今の津太夫は右の遺言もあるので、今の古靱太夫に将来はぜひ八代目綱太夫の名を襲名させたいと云つてゐる。そして六代目綱太夫が愛用してゐた所の、斯道第一と云ふ立派な見台、それは光琳の下絵で柏の模様のついたものだ。それが病床の師匠七代目綱太夫邸にあつたのを、古靱太夫の方へ廻して譲つてゐるのである。更にこの津太夫が私にぽつぽつ話す。「私も来年は六十一になります。私もお蔭で紋下に迄なりました。が、もう両三年経つと、私はもうこれで十分ですから別格の地位にでもなりたい。そして出来る事なら師匠の津太夫や、六代目綱太夫の師匠に当る竹本山城掾の名をつがして頂きたい。そして古靱太夫には遺言もありますので、八代目綱太夫になつて貰つて、紋下と云ふやうな順序にしたいと思つて居ります。何分七代目綱太夫は、師匠の津太夫が襲名したとは云ひ條、世間へは出ておりませんのでな。古靱なら八代目綱太夫で綱太夫の名を又新しくひろめてくれませうから」以上は、三宅周太郎が四代目津太夫から聞いた話である。整理すると、文太夫の四代目津太夫襲名と古靱太夫の八代目綱太夫襲名は、師三代目津太夫（七代目綱太夫）の遺言であるとする。自らは祖父師匠の竹本山城掾を襲名し別格となり、古靱太夫に八代目綱太夫を襲名させ紋下に座らせる。
前述の通り、これは古靱太夫の言い分と相違する。古靱太夫は「もともと津太夫の名跡は、私（二代目豊竹古靱太夫（豊竹山城少掾））にやると師匠（三代目津太夫・七代目綱太夫）はいつてゐられたのです」と語っている。また、七代目綱太夫の死亡記事には「廿一日夜より病俄に革らり昏睡状態に陥り主治奥藤医師、緒方博士等の診療も到底回復の望み絶へたりとの事にて、古靱その他門人等は枕辺詰切り九州巡業の津太夫も急報に驚き帰阪し共に看護に力めたるも天命如何とも詮術尽、七十四歳を一期として白玉楼中に入る」とあるように、時系列で整理すると、①七代目綱太夫が昏睡状態に陥る。②古靱太夫らの門人が枕辺に集まる③四代目津太夫は九州巡業に行っていたが、帰阪し枕元へ④意識は戻らず死去という順番となるため、四代目津太夫は意識があるうちに七代目綱太夫の枕元へはたどり着けていない。そのため、四代目津太夫がいうところの七代目綱太夫の遺言、即ち文太夫の四代目津太夫襲名と、古靱太夫の八代目綱太夫襲名には疑義が残る。また、文太夫の四代目津太夫襲名と七代目綱太夫は同時であり、七代目綱太夫の存命中であるため、遺言の意味にも疑問が残る。更に、竹本山城掾を継ぐとあるが、掾号は宮家より受領するものであって、継ぐものでも襲名するものでもないため、この部分に至っては意味不明となる。古靱太夫の八代目綱太夫襲名であるが、「兄弟子の文太夫が（津太夫を）継ぐことになつて、私には替りに綱太夫をやるといはれたのですが、そのやうな斯道で晴れがましい名跡を穢すのが憚られましたので、私は辞退したんでした」と本人が語るように、既に襲名を師匠七代目綱太夫から勧められた時点で断っているため、遺言だからといっていくら四代目津太夫が襲名させようとしても無理な話であり、事実、古靱太夫は門弟の二代目つばめ太夫に四代目織太夫を襲名させたのちに、自身の豊竹山城少掾受領披露のタイミングで、八代目綱太夫を襲名させいる。
この紋下の譲渡に関わる津太夫の竹本山城掾、古靱太夫の八代目綱太夫襲名問題はこの後も尾を引いており、『時事年鑑 』に昭和13年（1938年）4月「文楽座の豊竹古靱太夫八世竹本綱太夫襲名、同時に新義座のつばめ太夫三世豊竹古靱太夫襲名、文楽座へ復帰と決定」とある。無論これは後の歴史と反しており、古靱太夫はつばめ太夫の文楽座復帰に際し、何も襲名することはなく、同年5月文楽座でつばめ太夫は古靱太夫ではなく、四代目織太夫を襲名している。この四代目織太夫襲名は、八代目綱太夫をつばめ太夫から一気に襲名することが憚られたため、前名として四代目織太夫を襲名したものであることから、八代目綱太夫の権利は古靱太夫ではなく、その門弟のつばめ太夫改め四代目織太夫へと移ることとなった。この後、昭和16年（1941年）1月文楽座の舞台を最後に津太夫は同年5月7日に死去した。同年12月27日笠屋町の松竹白井会長宅で、古靱太夫への櫓下認許状授与式が行われ、翌昭和17年（1942年）1月文楽座で古靱太夫の文楽座紋下披露が行われた。太平洋戦争を挟み、昭和22年（1947年）3月古靱太夫が秩父宮家から山城少掾を受領し、同年5月文楽座で受領披露と四代目織太夫改め八代目竹本綱太夫の襲名披露が行われた。
前述の通り、津太夫は山城掾を受領し、弟弟子の古靱太夫に八代目綱太夫を襲名させた後に、紋下を譲渡することを希望していた。しかし、津太夫の山城掾の受領を抜きに、一旦は古靱太夫の八代目綱太夫の襲名、その弟子つばめ太夫に三代目古靱太夫が決定したと報じられたが、津太夫と古靱太夫はどちらも受領・襲名が行われることはなく、紋下は津太夫のままで、つばめ太夫の八代目綱太夫襲名含みの前名としての四代目織太夫襲名披露だけが行われることとなった。山城掾を受領することなく、その後すぐに津太夫は没し、紋下は古靱太夫に受け継がれ、終戦後、津太夫の希望であった山城掾の受領と八代目綱太夫の襲名は、既に紋下に就任していた古靱太夫の山城少掾の受領とその弟子の八代目綱太夫襲名という形で再現されることとなった。
古靱太夫の名跡は、一旦は古靱太夫の襲名が決定していた八代目綱太夫の長男が綱子太夫として山城少掾に入門するにあたり、「三代古靱も約束されていると云う」と吉永孝雄が記しているように綱子太夫に受け継がれたが、綱子太夫は後に初代豊竹咲太夫を名乗り現在に至っている。
当時文楽を興行していた松竹は『歌舞伎座復興記念限定出版「歌舞伎座」』内「歌舞伎座興行略年表」の昭和16年（1941年）の欄に「五月七日 四代目竹本津太夫歿（七十三）」と記しており、また、昭和25年（1950年）に日本放送出版協会（NHK出版）が刊行した町田嘉章（町田佳声）著『ラジオ邦楽の鑑賞』には、「これで次ぎの文楽座の紋下は同じ三代目綱太夫系ながら山城掾の山四郎の門弟の三代津太夫（法善寺）の門弟四代津太夫（明治二ー昭和一六）に移り」とある。さらに、安藤鶴夫は「昭和二年のころの文楽というと太夫は紋下に四代目・竹本津太夫、庵に六代目・竹本土佐太夫、それに二代目・豊竹古靱太夫（山城少掾）の三頭目」と記していることから、村上卯之吉を四代目竹本津太夫とする文献の存在が確認できる。

## 竹本綱太夫系五代目（自称：四代目）
（大正5年（1916年）5月14日 - 昭和62年（1987年）9月29日）
昭和の津太夫。本名村上多津二。大阪府大阪市の出身。三世竹本津太夫の実子という血筋を受けて、四世竹本津太夫も豪快な義太夫語りだった。父三世津太夫に師事し、津の子太夫と名乗り昭和7年初舞台。昭和16年濱太夫を襲名、父亡きあと山城少掾に師事して昭和25年津太夫を襲名する。岳父の六世鶴澤寛治の指導を受け、『絵本太閤記』「尼崎」、『摂洲合邦辻』、『妹背山婦女庭訓』｢吉野川」などでスケールの大きな芸を示し、晩年は世話物にも味わいの深い芸を聞かせた。四世の息子が緑大夫である。
四世津太夫は昭和三七年より切場語りとなり、昭和48年人間国宝、重要無形文化財保持者。紫綬褒章（昭和51年）、勲四等旭日小綬賞 （昭和61年）
『文楽三代ーー竹本津太夫聞書』、『四世津太夫芸話』の芸談がある。

## 竹本綱太夫系竹本津太夫の代数について
村上家では、初代を竹本染太夫系初代竹本津太夫（後の五代目竹本染太夫）、二代目を竹本綱太夫系三代目竹本津太夫（後の七代目竹本綱太夫 通称：法善寺）とし、村上卯之吉を三代目、子息の村上多津二を四代目としているが、
①竹本染太夫系にも二代目竹本津太夫（初代の子息で後に八代目竹本染太夫）が存在し、②「私の家は祖父の代から浄るりが好きで、祖父は津太夫と云ひまして、私の父も津太夫、都合、私で三代目津太夫になるので厶います。」と、竹本綱太夫系三代目竹本津太夫（後の七代目竹本綱太夫 通称：法善寺）自らが語っていること、③近松門左衛門遺愛の茶器（棗）を「三代目津太夫より伝へたる巣林子遺愛の茶器」と法善寺の津太夫が「三世津太夫」と自署をして、村上卯之吉の竹本津太夫襲名に際し贈っていることから、

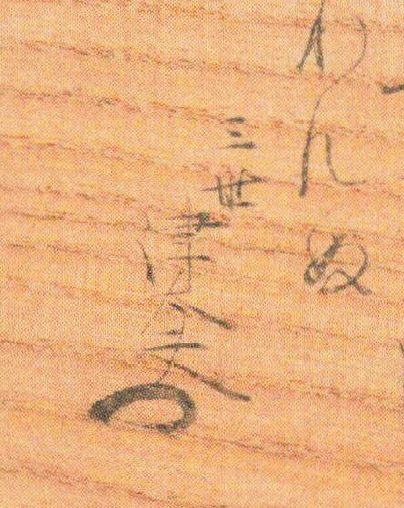
三代目竹本津太夫（後の七代目竹本綱太夫）の署名

村上家がなぜ竹本綱太夫系三代目竹本津太夫（法善寺の津太夫）を「二代目」とするのかは不明であり、三代目竹本津太夫（法善寺の津太夫）から「竹本津太夫」名跡を継承したのであれば、初代を染太夫系の竹本津太夫とするのも不適当と考えられる。村上家の津太夫は、釜敷梅鉢を定紋としているが、これは竹本綱太夫系三代目竹本津太夫（法善寺の津太夫）の祖父である竹本綱太夫系初代竹本津太夫が営んでいた唐鳥屋の紋である。

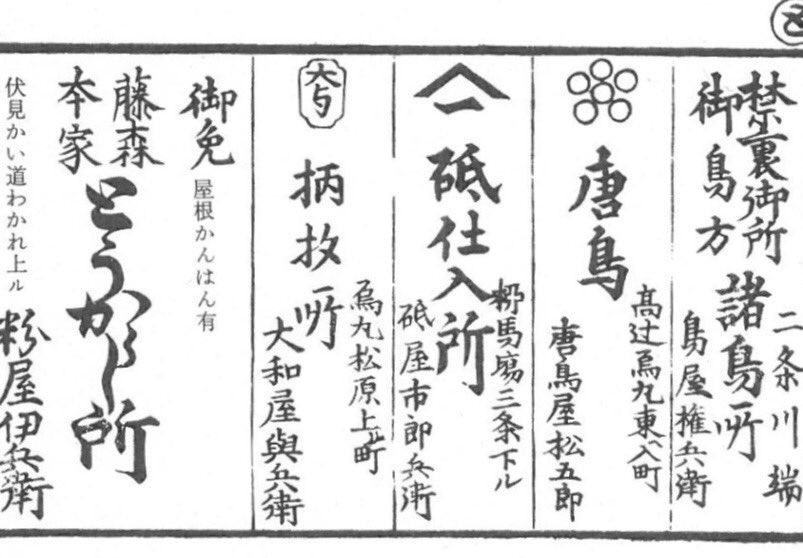
唐鳥屋の紋は「釜敷梅鉢」

よって、村上家が、竹本染太夫系竹本津太夫の系譜に連なるとすれば、村上卯之吉が三代目で、その子息村上多津二は四代目であるが、これでは法善寺の津太夫（竹本綱太夫系三代目竹本津太夫）の弟子であり、その定紋「釜敷梅鉢」を使用していることに反する。一方、村上家が竹本綱太夫系竹本津太夫の系譜に連なるのであれば、村上卯之吉は四代目であるし、その子息村上多津二は五代目と考えるのが適当である。
また、『天保七申之年春改正大新板 三ヶ津太夫三味線人形改名師第附』には「故人猪の熊綱太夫門弟 津太夫改 竹本津賀太夫」と記載があり、初代竹本津賀太夫の前名を竹本津太夫としている。さらに初代竹本津賀太夫の門弟から江戸で竹本津太夫を名乗った太夫が『義太夫年表近世篇』で確認できるが、竹本綱太夫系では、唐鳥屋松五郎を初代竹本津太夫とする。初代竹本津賀太夫も竹本綱太夫系初代竹本津太夫も、同じ猪熊の二代目竹本綱太夫の門弟であり、津賀太夫の「津」も津太夫の「津」も二代目竹本綱太夫の本名：津國屋（つのくにや）甚兵衛に由来する竹本綱太夫系の名跡である。
加えて、竹本綱太夫系三代目竹本津太夫（七代目綱太夫）の門弟である豊竹山城少掾は東京新聞文化部編『芸談集』において「私が文楽へ入れてもらいまして、師匠と仰いだ方は、三代目の津太夫さんでございました。このお方は、俗に「法善寺」とう異名がございますが、これは千日前の法善寺境内に茶店をやっておいてでした」と語っている。
ちなみに、竹本染太夫系の竹本津太夫は、初代は約2年間、二代目は1年未満名乗っただけでで次の名跡を名乗っており、完全に幼名である。しかし、五代目竹本染太夫（竹本越前掾）の津太夫を名乗った文化11年（1814年）には綱太夫系の初代竹本津太夫が、子息八代目竹本染太夫が津太夫を名乗った慶応3年（1866年）には綱太夫系の三代目津太夫がそれぞれ存在しており、綱太夫系の津太夫がいるにもかかわらず、染太夫系として津太夫を名乗っている。

## 竹本染太夫系初代
（寛政4年（1792年） - 安政2年6月7日（1855年7月20日））
初代竹本津太夫 → 三代目竹本梶太夫 → 五代目竹本染太夫 → 竹本越前大掾
出身地阿波国津田浦より「津」の字を取り竹本津太夫と名乗る。
阿波国津田浦出身。石屋橋の四代目竹本染太夫の門弟。文化10年（1813年）四代目竹本染太夫に入門し、初代竹本津太夫を名乗る。文化11年（1814年）7月道頓堀若太夫芝居『仮名手本忠臣蔵』「両国橋の段」を語り初代竹本津太夫として初出座。翌文化12年（1815年）10月いなり境内『源平布引滝』「四段目 口」を語り、津太夫事三代目竹本梶太夫を襲名。このため、初代津太夫を名乗ったのは約2年となる。その後、五代目竹本染太夫を襲名。のち受領し、竹本越前大掾を名乗る。

## 竹本染太夫系二代目
（弘化元年（1844年） - 明治17年（1884年）6月18日）
二代目竹本津太夫 → 竹本染子太夫 → 六代目竹本梶太夫 → 八代目竹本染太夫
初代の実子。本名は津田熊次郎。六代目竹本染太夫の門弟。素人名田穂といっていたが、父の前名津太夫を二代目として名乗る。慶応3年（1866年）5月刊行の『三都太夫三味線操見競鑑』に「田穂改竹本津太夫」とあることから、この頃二代目竹本津太夫を名乗ったことが確認できる。しかし同年正月の天満芝居で「苅萱 三段目」を語る竹本染子太夫が確認できることから、二代目竹本津太夫を名乗った期間はごく短い期間であったことがわかる。竹本染子太夫、六代目竹本梶太夫を経て八代目竹本染太夫を襲名。